# 1472
سنة 1472 كانت سنة كبيسة تبدأ يوم الأربعاء (الرابط يظهر نموذج التقويم الكامل للسنة) من التقويم اليولياني.

## مواليد
- نيكولاس كوبرنيكوس

## وفيات
- ليون باتيستا ألبيرتي